# Bummi
Bummi är en tysk tidning utgiven för barn i dagisåldern. Bummi är också tidningens titelkaraktär, en gul nalle som går på två ben, och som ritades av Ingeborg Meyer-Rey.
Det första numret av Bummi gavs ut den 15 februari 1957 i DDR, och tidningen utkom då en gång i månaden. Från 1965 utkom tidningen var fjortonde dag och kostade 0,25 mark. Tidningen publicerades officiellt och stöddes av den centrala organisationen för Freie Deutsche Jugend, och målgruppen var barn i åldrarna 3 till 6 år.

## Om karaktären Bummi
Bummi bor tillsammans med sina vänner i ett hus i staden Huxlipux. Hans vänner är brunbjörnhonan Binchen, lejonet Eddie, apan Yam Yam, giraffen Malia, elefanten Tutu och Osterhasenoma.
I slutet av året 2018 ersattes lejonet Eddie av katten Pepe.

## Tillägget "Mein klitzekleines Märchenbuch"

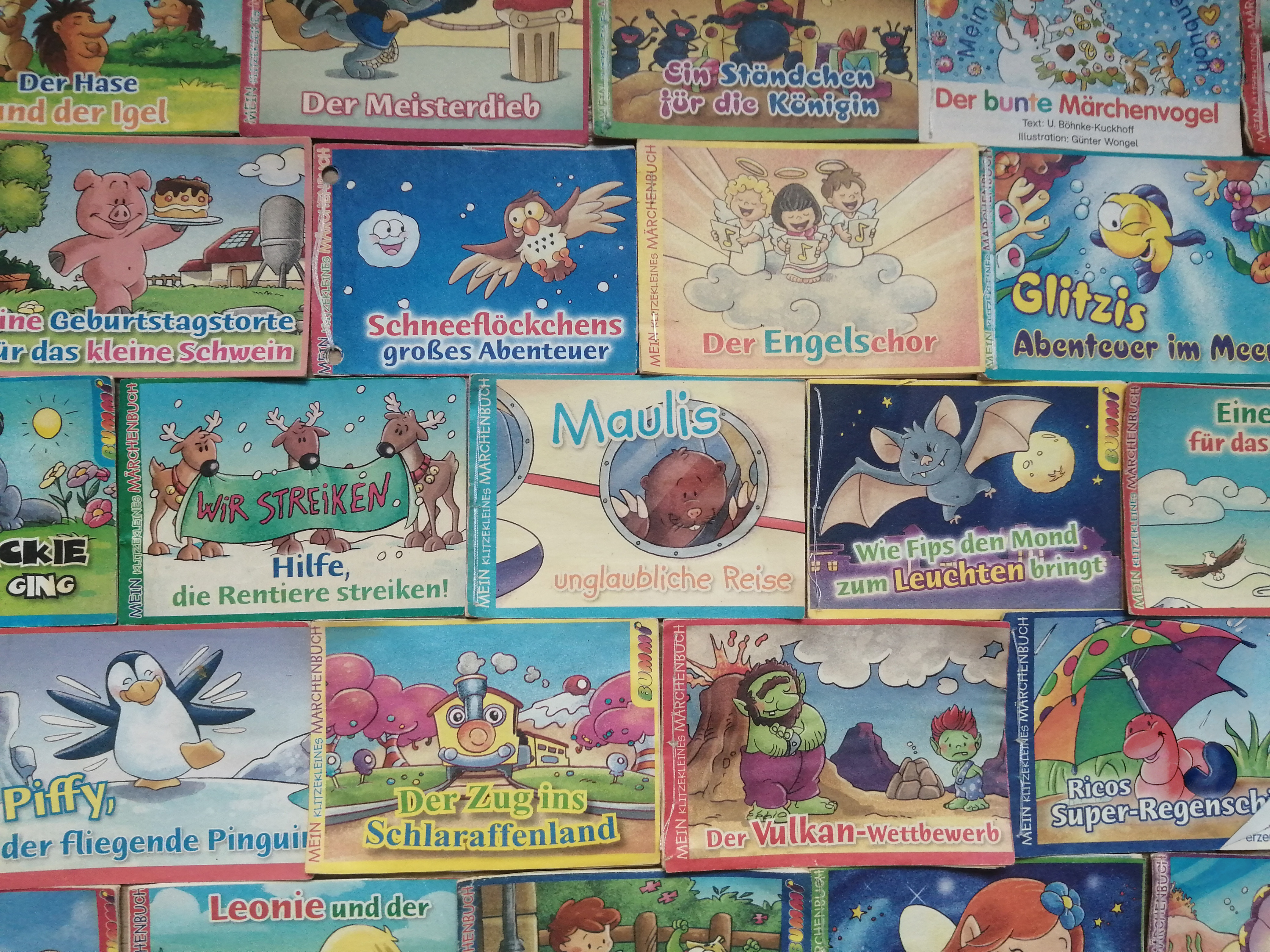
Samling av modern Klitzekleine Märchenbücher

Under flera decennier har tidningen även gett ut bilagan "Mein klitzekleines Märchenbuch". Bilagan bestod av en sida som skulle klippas ut ur magasinet, placeras i rätt ordning och slutligen bifogas.
Dessa kuponger har blivit eftertraktade som samlarobjekt.

## Sången "Bummilied"
Tidningens mångåriga chefredaktör Ursula Werner-Böhnke skrev texten till sin egen låt med titeln "Bummilied",
till vilken Hans Naumilkat komponerade melodin. Låten blev en välkänd barnsång i DDR.